# 萨尔普法尔茨县
萨尔普法尔茨县（德語：Saarpfalz-Kreis）是德国萨尔兰州的一个县，首府洪堡。

## 地理
萨尔普法尔茨县北面与诺因基兴县和库瑟尔县（莱茵兰-普法尔茨州），东面与西南普法尔茨县（莱茵兰-普法尔茨州）、凯撒斯劳滕县和茨韦布吕肯市，南面与法国大东部大区的摩泽尔省，西面与萨尔布吕肯地区联合体相邻。